# 영주 칠성루 및 휴계재사
영주 칠성루 및 휴계재사(榮州 七星樓 및 休溪齋舍)는 대한민국 경상북도 영주시 이산면에 있는 건축물이다. 1983년 9월 29일 경상북도의 유형문화재 제174호로 지정되었다.

## 개요
칠성루는 조선시대 문신 휴계공 전희철 선생을 추모하기 위해 세운 건물로 인조 9년(1631)에 지었고 휴계재사는 선조 9년(1576)에 지었다고 한다. 그러나 재사(齋舍)의 경우, 건물에서 발견한 기록문에 따라 숙종 22∼23년(1696∼1697) 사이에 지은 것으로 추정한다.
칠성루는 앞쪽에 툇마루와 난간을 두어 누각형식으로 꾸민 건물이다. 지붕은 옆면에서 볼 때 지붕선이 여덟 팔자 모양과 비슷한 팔작지붕이며 앞면 4칸 중 가운데 2칸이 대청이다. 양쪽 끝 칸은 대청으로 연결된 마루 1칸과 반칸짜리 온돌방을 만들어 놓았다.
휴계재사는 앞면 5칸·옆면 5칸 규모이며 평면이 ㅁ자형을 띠고 있는 집이다. 지붕은 옆면에서 볼 때 지붕선이 사람 인(人)자 모양과 비슷한 맞배지붕으로 붙어 있는 건물 특성에 맞춰 지붕의 높이를 맞추었다. 앞면 가운데 문과 북쪽 대청을 잇는 중심축 좌우로 방 2칸, 부엌 2칸, 고방 1칸이 대칭으로 배열되어 있다. 이와 같이 대칭구조를 이루어 배치된 예는 보기 드문 것으로 평가받고 있다.

## 참고 자료
- 칠성루및휴계재사 - 국가유산청 국가유산포털